# John Foxx

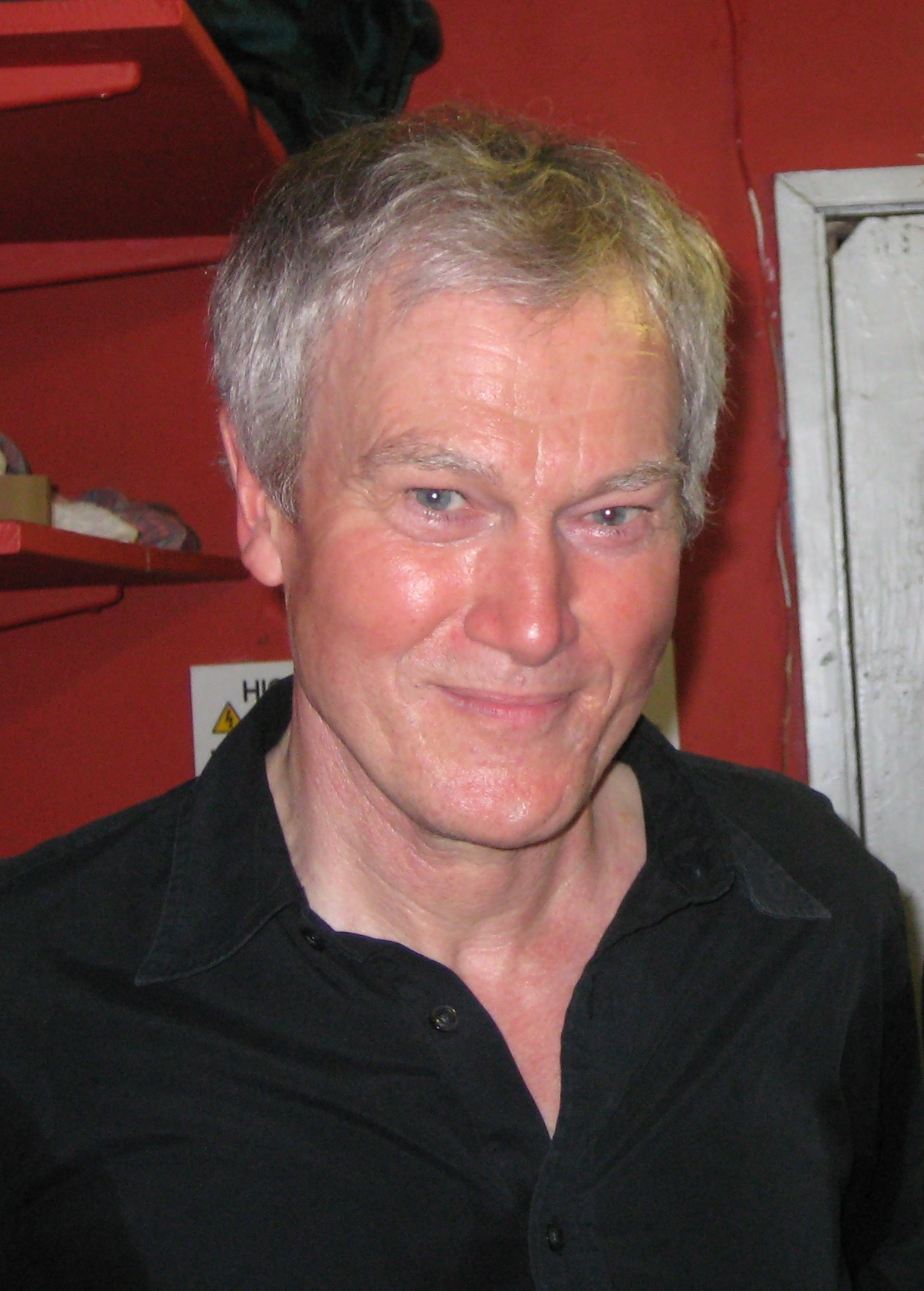
John Foxx (2008).

John Foxx, ursprungligen Dennis Leigh, född 26 september 1948 i Chorley, Lancashire, är en brittisk musiker, sångare och konstnär.
Han studerade på konstskola i Preston och på Royal College of Art i London. 1974 bildade han gruppen Tiger Lily som några år senare bytte namn till Ultravox. Efter tre album med dem hoppade han 1979 av gruppen för en solokarriär.
Foxx räknas som en av de främsta brittiska föregångarna inom electropop-genren och influerade bland andra Gary Numan. På senare år har han vid sidan om soloutgivningar i ambient-stil samarbetat med bland andra Louis Gordon, Harold Budd och i gruppen John Foxx and The Maths.
Han har även varit verksam som grafisk formgivare, bildkonstnär och föreläsare. År 2014 blev han utsedd till hedersdoktor vid Edge Hill University, Ormskirk, Lancashire.

## Diskografi i urval
- 1980 – Metamatic
- 1981 – The Garden
- 1983 – The Golden Section
- 1985 – In Mysterious Ways
- 1997 – Cathedral Oceans
- 1997 – Shifting City (med Louis Gordon)
- 2001 – The Pleasures of Electricity (med Louis Gordon)
- 2003 – Cathedral Oceans I & II
- 2003 – Crash and Burn (med Louis Gordon)
- 2005 – Cathedral Oceans III
- 2006 – Tiny Colour Movies
- 2009 – The Quiet Man
- 2015 – London Overgrown
- 2020 – Howl (med The Maths)
- 2022 – The Marvellous Notebook
- 2023 – Avenham
- 2023 – The Arcades Project